# Saint-Raphaël (Var)
Saint-Raphaël (Occitaans: Sant-Rafèu) is een kustgemeente in het Franse departement Var (regio Provence-Alpes-Côte d'Azur). De gemeente telde 36.632 inwoners op 1 januari 2022. De plaats maakt deel uit van het arrondissement Draguignan. Samen met Fréjus staat Saint-Raphaël ook wel bekend als Fréjus-Saint-Raphaël. Saint-Raphaël met zijn stranden en zijn vijf jachthavens is een belangrijke toeristische bestemming met meer dan tien miljoen overnachtingen per jaar.

## Geschiedenis
In de Romeinse tijd was het grondgebied van de gemeente landbouwgebied waar druiven, olijven en graan werden verbouwd. Bij opgravingen werden ook resten van een villa aan de zeekant gevonden. Verder was er een vuurtoren. Op de plaats van de kerk San-Rafeù stond waarschijnlijk een heidens heiligdom. In de vroege middeleeuwen werd hier een kerk gebouwd, die in de loop van de 11e en 12e eeuw haar huidig uiterlijk kreeg. Ook werd er door de bisschop van Fréjus een castrum gebouwd en een haven (Vieux-port) om de haven van Fréjus te vervangen, die onbruikbaar werd door verzanding.
Saint-Raphaël was een klein dorp. In 1540 telde het 57 huishoudens en in 1794 telde het minder dan 400 inwoners. Het had wel een bloeiende vissershaven. In 1799 zette Napoleon hier voet aan wal na zijn campagne in Egypte. En in 1814 vertrok hij vanuit Saint-Raphaël naar zijn ballingsoord Elba. In de loop van de 19e eeuw groeide de havenactiviteit. Naast de visserij kwam er ook handel: bauxiet, kurk en andere grondstoffen werden vanuit Saint-Raphaël verscheept.
Vanaf 1863, na de aansluiting op het spoorwegnetwerk, ontwikkelde de gemeente zich als badstad. Burgemeester Félix Martin (burgemeester van 1878 tot 1895) nam hierin het voortouw. Nabij de oude haven en het strand van Le Veillat werden Belle-Epoquegebouwen opgericht, zoals het Winter Palace. Aan het einde van de 19e eeuw werd ook de neo-byzantijnse basiliek Notre-Dame-de-la-Victoire gebouwd.

## Geografie
De oppervlakte van Saint-Raphaël bedroeg op 1 januari 2022 89,59 vierkante kilometer; de bevolkingsdichtheid was toen 408,9 inwoners per km².
De volgende plaatsen of buurtschappen maken deel uit van de gemeente: Valescure, Santa Lucia, Boulouris, Le Dramont, Agay en Anthéor / Le Trayas.
In het binnenland ligt het Esterelmassief.
De onderstaande kaart toont de ligging van Saint-Raphaël met de belangrijkste infrastructuur en aangrenzende gemeenten.

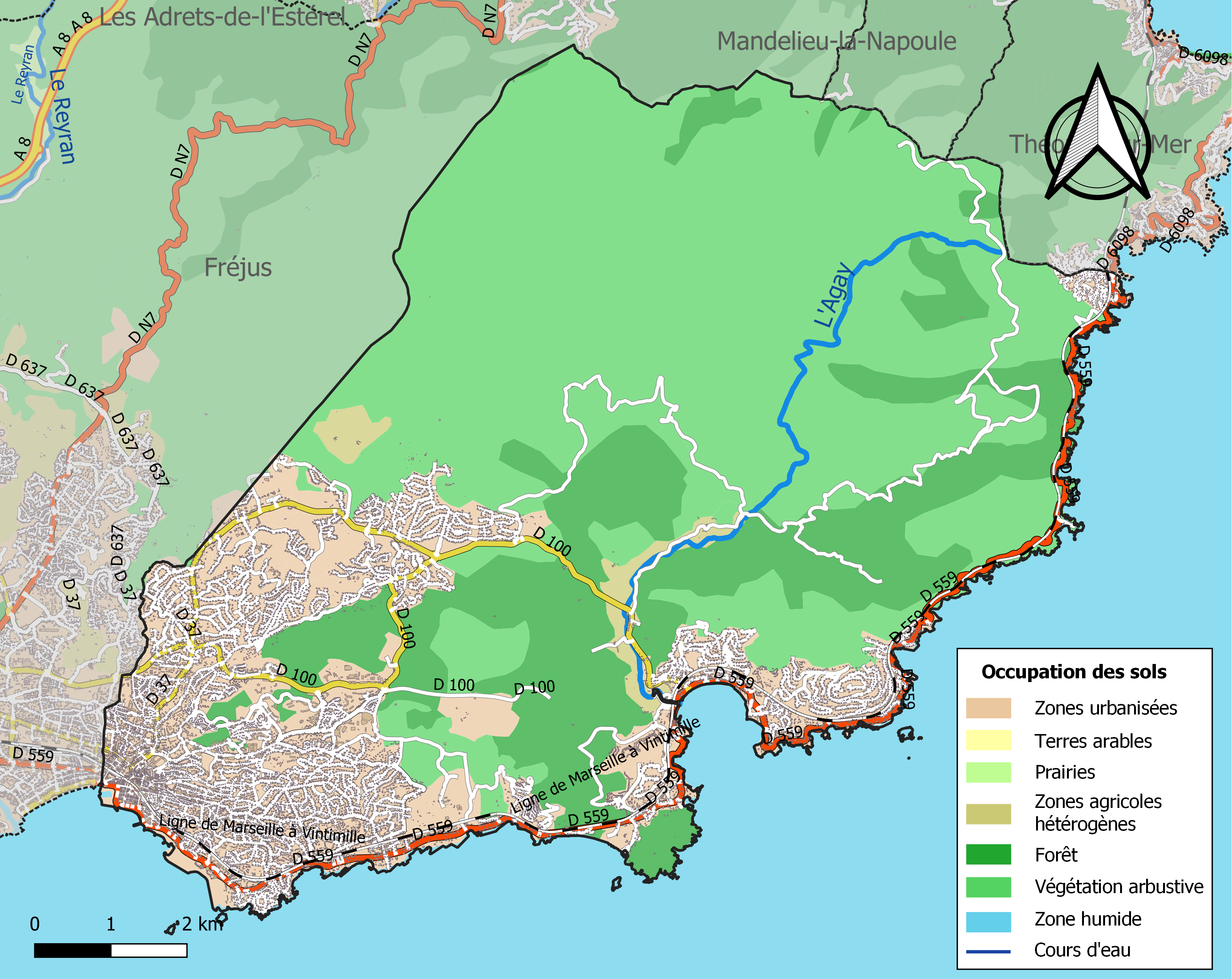

## Verkeer en vervoer
In de gemeente liggen de spoorwegstations Boulouris-sur-Mer en Saint-Raphaël-Valescure.

## Demografie
Onderstaande figuur toont het verloop van het inwonertal (bron: INSEE-tellingen).

## Stedenbanden
- Dzjermoek (Armenië)
- Gent, sinds 1958
- St. Georgen im Schwarzwald (Duitsland), sinds 1972
- Tiberias (Israël)

## Geboren in Saint-Raphaël
- Jean-Christophe Napoléon Bonaparte  (1986), hoofd van het huis Bonaparte

## Afbeeldingen

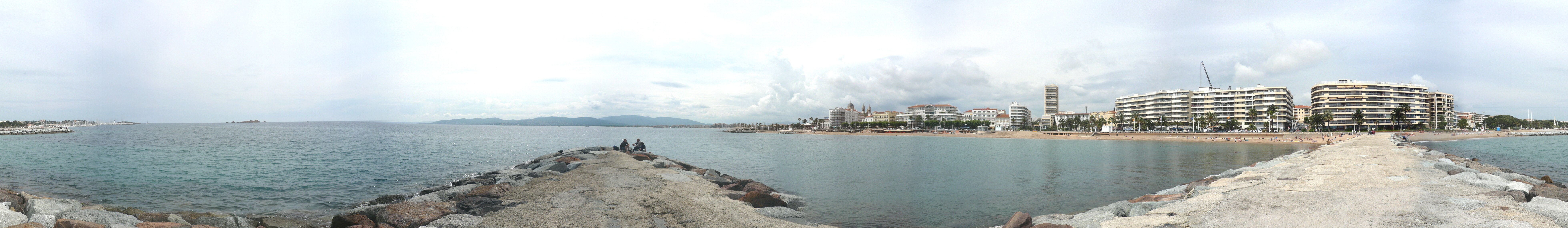
Panorama van Saint-Raphaël

Fréjus en Saint-Raphaël